# سنة الحكة السابعة
سنة الحكة السابعة هو فيلم كوميدي تم إنتاجه في الولايات المتحدة وصدر في سنة 1955. الفيلم من إخراج بيلي وايلدر وكتابة بيلي وايلدر. من بطولة مارلين مونرو.

## الميزانية والإيرادات
بلغت تكلفة إنتاج الفيلم حوالي 1800000 دولار بينما حقق أرباحا تقدر بـ 12000000 دولار.

## وصلات خارجية
- سنة الحكة السابعة على موقع IMDb (الإنجليزية)
- سنة الحكة السابعة على موقع الموسوعة البريطانية (الإنجليزية)
- سنة الحكة السابعة على موقع نتفليكس (الإنجليزية)
- سنة الحكة السابعة على موقع قاعدة بيانات الأفلام العربية
- سنة الحكة السابعة على موقع ألو سيني (الفرنسية)
- سنة الحكة السابعة على موقع Turner Classic Movies (الإنجليزية)
- سنة الحكة السابعة على موقع أول موفي (الإنجليزية)
- سنة الحكة السابعة على موقع فيلمافينيتي (الإسبانية)
- سنة الحكة السابعة على موقع قاعدة بيانات الأفلام السويدية (السويدية)
- سنة الحكة السابعة على موقع قاعدة بيانات الفيلم (الإنجليزية)